# Ian MacKaye
Ian Thomas Garner MacKaye (/məˈkaɪ/; sinh ngày 16 tháng 4 năm 1962) là một ca sĩ, nhạc sĩ, nhạc công, nhà sản xuất và chủ hãng đĩa người Mỹ. MacKaye hoạt động âm nhạc âm 1979, và được biết đến nhiều nhất như trưởng nhóm các ban nhạc hardcore punk Minor Threat, ban nhạc post-hardcore Embrace và Fugazi, cũng như The Evens, và thành viên The Teen Idles.
MacKaye đồng sáng lập và sở hữu Dischord Records, một hãng đĩa thu âm độc lập trụ sở tại Washington D.C.